# Batalha de Pidna (148 a.C.)

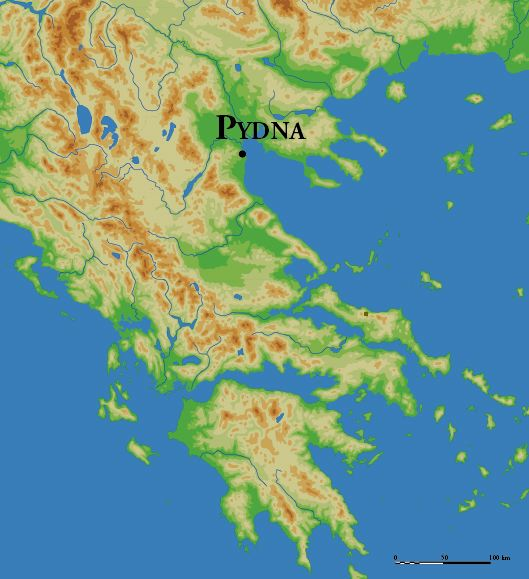
Pidna no mapa

A Segunda Batalha de Pidna foi travada em 148 a.C. entre o exército da República Romana, comandado por Quinto Cecílio Metelo, e o do Reino da Macedônia, comandado pelo usurpador Andrisco. A vitória decisiva dos romanos encerrou definitivamente a Quarta Guerra Macedônica e significou o fim da independência da Macedônia, que foi anexada como a nova província romana da Macedônia.

## Bibliografía
- Burette, Théodose (1835). Histoire Ancienne: cours de cinquième. De la Grèce et de ... (em francês). [S.l.: s.n.]
- Ott, Auguste (1840). Manuel d'histoire universelle: Histoire ancienne (em francês). [S.l.: s.n.]